# 司马尼布
司马尼布（INN：semaxanib；开发代号：SU5416）是一种有机化合物，化学式为C15H14N2O。它可以2,4-二甲基吡咯为原料，经维尔斯迈尔-哈克反应转化为醛，再和羟吲哚缩合制得：